# Cantón de Orvault
El cantón de Orvault era una división administrativa francesa, que estaba situada en el departamento de Loira Atlántico y la región de Países del Loira.

## Composición
El cantón estaba formado por dos comunas:
- Orvault
- Sautron

## Supresión del cantón de Orvault
En aplicación del Decreto n.º 2014-243 de 25 de febrero de 2014, el cantón de Orvault fue suprimido el 22 de marzo de 2015 y sus 2 comunas pasaron a formar parte; una del nuevo cantón de Saint-Herblain-1 y una del nuevo cantón de Saint-Herblain-2.